# Heman Kittiamphaipruek
Heman Kittiamphaipruek (thailändisch เหมันต์ กิติอำไพพฤกษ์, * 23. November 1995) ist ein thailändischer Fußballspieler.

## Karriere
Heman Kittiamphaipruek stand bis Ende 2016 beim Bangkok FC unter Vertrag. Wo er vorher gespielt hat, ist unbekannt. Der Bangkoker Verein spielte in der zweiten Liga des Landes, der Thai Premier League Division 1. 2017 wechselte er zum Chonburi FC nach Chonburi. Die Rückserie 2017 wurde er an den Ligakonkurrenten Thai Honda Ladkrabang nach Bangkok ausgeliehen. Für Thai Honda absolvierte er zwei Erstligaspiele. Am Ende der Saison musste er mit Thai Honda in die zweite Liga absteigen. Die Saison 2018 spielte er ebenfalls auf Leihbasis beim Erstligaabsteiger Sisaket FC. Mit dem Verein aus Sisaket spielte er in der zweiten Liga, der Thai League 2. Phuket City FC, ein Drittligist, lieh ihn die Saison 2019 aus. Mit Phuket spielte er in der dritten Liga, der Thai League 3. Hier trat der Verein in der Lower Region an. Anfang 2020 unterschrieb er einen Vertrag beim Surin City FC in Surin. Der Verein spielte Anfang 2020 in der vierten Liga, der Thai League 4. Nach zwei Spieltagen wurde die Liga wegen der COVID-19-Pandemie abgebrochen. Während der Unterbrechung beschloss der Verband, dass mit Wiederaufnahme des Spielbetriebs die Thai League 3 und die Thai League 4 zusammengelegt werden. Mit Surin spielte er seit September 2020 in der dritten Liga. Hier trat der Verein in der North/Eastern Region an. Am 1. Juli 2021 unterschrieb er einen Vertrag beim Zweitligaaufsteiger Muangkan United FC. Für den Verein aus Kanchanaburi absolvierte er vier Zweitligaspiele. Nach der Hinrunde 2021/22 wurde sein Vertrag nicht verlängert. Die Rückrunde spielte er bei dem in der Eastern Region spielenden Banbueng FC. Für den Verein aus Chonburi bestritt er acht Ligaspiele. Im Juni 2022 wechselte er in die North/Eastern Region der Liga. Hier schloss er sich in Surin dem Surin Khong Chee Mool FC an. Nach zehn Ligaspielen, in denen er ein Tor erzielte, wechselte er im Dezember 2022 zum Ligakonkurrenten Sisaket United FC. Am Ende der Saison wurde er mit dem Verein aus Sisaket Vizemeister der Region. In den Aufstiegsspielen zur zweiten Liga konnte man sich jedoch nicht durchsetzen. Eine Spielzeit später feierte er mit Siseket die Meisterschaft der Region sowie den anschließenden Aufstieg in die zweite Liga.

## Erfolge
Sisaekt United FC
- Thai League 3 – North/East: 2023/24  ▲